# Август фон Герлах
Август Фридрих Бернхард фон Герлах-Парзов (на немски: August Friedrich Bernhard von Gerlach-Parsow; * 28 август 1830 в Парзов/Парзово, окръг Фюрстентум, Западнопоморско войводство, Полша; † 20 септември 1906 също там) е земевладелец от фамилията „фон Герлах“ от Бреслау/Вроцлав от Долна Силезия, Полша, кралски пруски съветник и политик.
Той е син на пруския политик Карл Хайнрих фон Герлах, също фон Герлах-Парзов (* 1 март 1783; † 12 април 1860) и съпругата му Шарлота Вилхелмина фон Байме (* 1792), дъщеря на пруския държавник Карл Фридрих фон Байме (1765 – 1838).
Той следва право в Бон и Берлин. От 1866 до 1870 г. и от 1871 до 1887 и 1890 до 1895 г. той е член на Пруското народно събрание. Преди 1871 г. той работи в камерния съд, става съветник и е лейтенант-оберлейтенант. От 1889 г. той е в „Пруския Херенхауз“.

## Фамилия
Август фон Герлах се жени на 22 февруари 1861 г. в имението Грос-Дуберов/Доброво за Аста фон Клайст (* 6 юли 1840, имението Грос-Дуберов; † 14 април 1933, имението Парзов). Те имат няколко дъщери:
- Аста (* 16 април 1863; † 9 маи 1948), омъжена за фрайхер Карл фон Пачелбел-Гехаг-Ашераден (* 15 юни 1859; † 31 януари 1942)[1]
- Луиза (* 7 август 1866), омъжена 1891 г. за генерал Карл Ернст Манфред фон Рихтхофен (* 24 май 1855; † 28 ноември 1939)
- Херта Хелена Хенриета Луиза Аста фон Герлах (* 23 февруари 1871, Кьозлин; † 14 януари 1958, Ваймар), омъжена за Адолф Фридрих фон дер Шуленбург (* 3 юли 1855, Беетцендорф; † 13 септември 1925, Беетцендорф), син на граф Вернер фон дер Шуленбург (1829 – 1911) и Берта Шарлота Клементина фон дер Шуленбург (1834 – 1918)